# Virginia Slims of Washington 1984
Il Virginia Slims of Washington 1984 è stato un torneo di tennis giocato sul sintetico indoor.
È stata la 13ª edizione del torneo, che fa parte del Virginia Slims World Championship Series 1984. Si è giocato a Washington negli USA dal 3 all'8 gennaio 1984.

## Campionesse

### Singolare
Hana Mandlíková ha battuto in finale  Zina Garrison con il punteggio di 6–1, 6–1

### Doppio
Barbara Potter /  Sharon Walsh hanno battuto in finale  Leslie Allen /  Anne White con il punteggio di 6–1, 6–7, 6–2